# Eleanor I
Die Eleanor I ist ein Flüssiggastanker, der im Januar 2009 unter dem Namen Longchamp im Golf von Aden von Piraten entführt wurde.

## Geschichte

### Bau und Einsatz vor dem Überfall
Der Tanker wurde 1990 im Auftrag der panamaischen Reederei Viking Asia Incorporated & Rustle bei der Shinhama Dockyard Company in Anan, Japan gebaut. Die Kiellegung fand am 24. Juni, der Stapellauf am 27. Juli 1990 statt. Abgeliefert wurde das Schiff am 17. Dezember 1990. Im Jahr 2000 wurde das Schiff in Longchamp umbenannt. 2006 erwarb die Beteiligungsgesellschaft LPG Tankerflotte das Schiff und das in Hamburg ansässige Unternehmen Bernhard Schulte Shipmanagement übernahm die Bereederung.

### Entführung
Am 29. Januar 2009 wurde der Tanker um 3:40 Uhr UTC mit einer Ladung von 2730 t Vinylchlorid-Monomer (VCM) und 13 Mann Besatzung an Bord vor der Südküste des Jemen, etwa 95 km von Al-Mukalla, der Hauptstadt der Region Hadramaut entfernt, von sieben somalischen Piraten gekapert. Der Kapitän war Indonesier, zwölf Besatzungsmitglieder stammten von den Philippinen. Das Schiff befand sich auf dem Weg von Norwegen nach Vietnam und hatte sich nach Angaben von MPC einer Flotte von Schiffen angeschlossen, die von indischen Marineeinheiten begleitet wurde. 
Nach heftigen Schusswechseln während des Überfalls enterten die Seeräuber die nur etwa 1,50 Meter hohe Bordwand. Ein Angebot der indischen Fregatte Beas, den Flüssiggastanker gewaltsam zu befreien, lehnte der Kapitän der Longchamp wegen der gefährlichen Ladung seines Schiffes ab.
Ein Sprecher der EU-Mission Atalanta (EU NAVFOR Somalia) im Hauptquartier der Operation im britischen Northwood widersprach der Darstellung von MPC, die Longchamp sei bei der Koordinationsstelle der britischen Marine für die alliierten Kräfte der Region UK Royal Navy’s Maritime Trade Organisation (UKMTO) in Dubai vor der Fahrt angemeldet worden und habe rund 16 Stunden gewartet, um sich dann einem geschützten Konvoi anzuschließen. Die Longchamp sei als „Einzelfahrer“ am Rande des Transitkorridors unterwegs gewesen und habe den Konvoi nicht abgewartet. Kapitän und Schiffsmanager hätten irrtümlich angenommen, dass E-Mails mit Positionsmeldungen an die UKMTO in Dubai als Anmeldung ausreichend seien. Der Frachter sei aber nicht in der Schiffsliste für den Golf von Aden geführt worden. Dazu wäre eine Eintragung in die Datenbank der EU Naval Maritime Force Somalia per Kontaktformular erforderlich gewesen. Die entführte Longchamp befand sich seit dem Abend des 29. Januar 2009 in somalischen Küstengewässern an der Ostküste des Landes. Die Hamburger Staatsanwaltschaft ermittelte wegen Angriffs auf den Seeverkehr und räuberischer Erpressung. Die Behörde bestätigte das  Vorliegen einer Lösegeldforderung.
Seit dem 31. Januar 2009 gab es mehrfach Gespräche zwischen den Entführern und der Reederei Bernhard Schulte Shipmanagement. Den Umständen entsprechend gehe es der Besatzung gut, sagte der Reedereisprecher Cor Radings.
Das Einsatzführungskommando der Deutschen Marine in Potsdam betonte, rechtlich sei die unter der Flagge der Bahamas fahrende Longchamp kein deutsches Schiff, somit sei die Deutsche Marine für den gekaperten Tanker nicht zuständig.
Am 28. März 2009 teilte das Unternehmen Bernhard Schulte Shipmanagement mit, dass die Entführer den Gastanker und seine 13 Besatzungsmitglieder freigelassen haben. Das Schiff setzte seine Fahrt zum Ursprungszielort Vietnam fort. Laut Medienberichten soll es zu einer Lösegeldzahlung gekommen sein.

### Weiterer Einsatz
2010, knapp ein Jahr nach der Freigabe, wurde das Schiff ohne Umbenennung auf das in Singapur eingetragene Unternehmen Longchamp Shipping übertragen. Im Jahr 2014 übernahm die indonesische Reederei Bahari Nusantara aus Makassar das Schiff und benannte es in Eleanor I um.

## Technische Daten
Angetrieben wird der Tanker von einem Sechszylinder-Zweitakt-Dieselmotor des Typs Mitsubishi 6UEC37LA mit 2425 kW Leistung, der auf einen Festpropeller wirkt. Der Motor wurde von Akasaka Diesel in Lizenz gebaut. Für die Stromversorgung stehen zwei von Yanmar-Dieselmotoren angetriebene Generatoren zur Verfügung.
Im beladenen Zustand verfügt das Schiff über ein Freibord von circa 1,6 Meter.